# Лацкий-Бертольди, Вульф Ильич
Вульф Ильич Лацкий-Бертольди (Янкев-Вулф Лацкий-Бертольди, в ивритской прессе Яаков Зеев Вольф Лацки-Бертольди; 1881, Киев — 1940, Тель-Авив) — деятель еврейского рабочего движения, журналист и публицист социалистической прессы на идише.

## Биография
Учился в Рижском политехническом институте, в 1901 году был исключён за участие в революционном движении. Уехал в Германскую империю, поселился в Берлине, стал одним из последователей Н. С. Сыркина и принял участие в создании сионистской социалистической организации Херут. В 1902 году вернулся в Российскую империю. Принимал активное участие в сионистском социалистическом рабочем движении. Был одним из основателей в Киеве группы Возрождение в 1903-м и Социалистической еврейской рабочей партии — в апреле 1906 года. Активный сторонник идей территориализма. В 1908 года в Нью-Йорке вёл переговоры по вопросам еврейской эмиграции. Много публиковался в партийной прессе на языке идиш. После Февральской революции 1917 года стал одним из руководителей Фолкспартей (еврейской народной партии). В 1918 году некоторое время был в УНР министром по еврейским делам в правительстве Директории.
В 1920 году эмигрировал в Веймарскую республику. Продолжал активно заниматься поиском территорий для поселения евреев, с этой целью в 1923—1925 годах объездил еврейские поселения Южной Америки. В 1925 году поселился в Риге, издавал ежедневные газеты на идиш «Дос фолк» и «Фриморгн». В 1920-х годах разочаровался в территориализме и перешёл на позиции сионизма. В конце 1925 года приехал в Эрец-Исраэль, вступил в Мапай, где участвовал в рабочем движении. Был заместителем директора архива Хистадрута, публиковал статьи в периодической печати.

## Публикации
Автор книги на языке идиш «Айнвандерунг ин ди идише ишувим ин Дорем Америке» («Иммиграция в еврейские общины Южной Америки», 1926).